# Лаксэльв

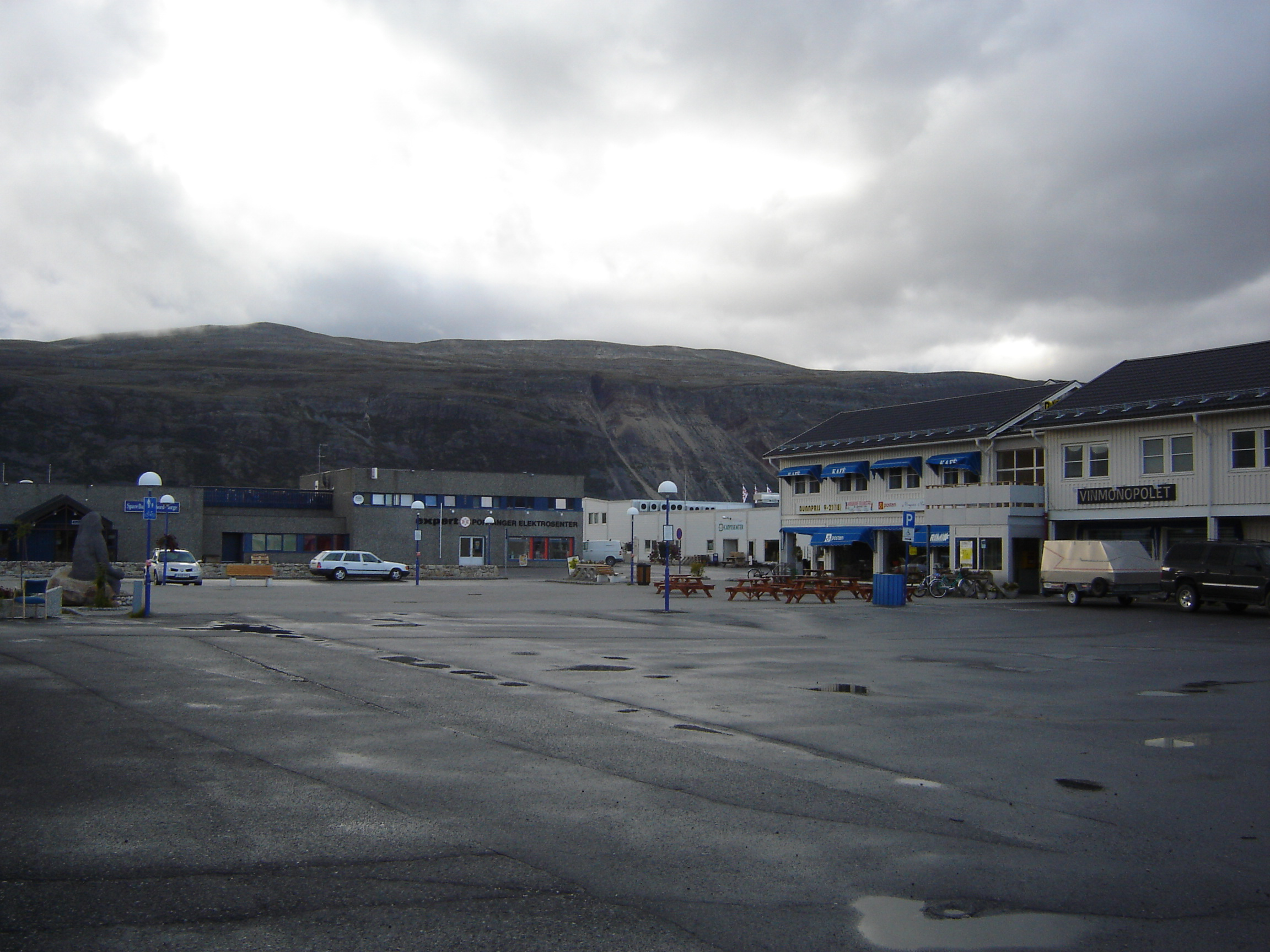
Центральная часть города

Лаксэльв (норв. Lakselv, северносаам. Leavdnja, квен. Lemmijoki) — деревня на севере Норвегии, административный центр муниципалитета Порсангер в фюльке Финнмарк. Население по данным на январь 2011 года составляет 2206 человек.
В 1,5 км от деревни имеется аэропорт, который соединяет Лаксэльв с такими городами севера Норвегии как Киркенес, Тромсё, Алта и др. Кроме того, через Лаксэльв проходит Европейский маршрут E06, связывающий город с югом Норвегии, а также с городом Киркенес на востоке. Имеются несколько магазинов и супермаркетов, а также 2 отеля. Развит туризм, связанный летом с ловлей лосося, а зимой — с катанием на лыжах.
С 1981 года в Лаксэльве находится главный офис газеты Ságat («Новости»), материалы которой в значительной степени посвящены саамской тематике.

## Климат
В деревне Лаксэльв субарктический климат с продолжительной, но не очень холодной для данной широты зимой и коротким, прохладным летом.
| Показатель                    | Янв.  | Фев.  | Март  | Апр. | Май  | Июнь | Июль | Авг. | Сен. | Окт. | Нояб. | Дек.  | Год  |
| ----------------------------- | ----- | ----- | ----- | ---- | ---- | ---- | ---- | ---- | ---- | ---- | ----- | ----- | ---- |
| Средний суточный максимум, °C | −8,6  | −7,6  | −2,9  | 1,5  | 7,2  | 14,0 | 17,1 | 14,8 | 9,6  | 2,4  | −3,4  | −7,1  | 3,1  |
| Средняя температура, °C       | −14   | −13,1 | −8,4  | −3,1 | 3,5  | 9,8  | 12,7 | 10,7 | 6,0  | −0,7 | −7,6  | −12,2 | −1,4 |
| Средний суточный минимум, °C  | −19,4 | −18,6 | −13,9 | −7,7 | −0,1 | 5,6  | 8,3  | 6,6  | 2,4  | −3,7 | −11,7 | −17,3 | −5,8 |
| Норма осадков, мм             | 34    | 29    | 25    | 28   | 29   | 40   | 63   | 51   | 44   | 46   | 40    | 36    | 465  |
| Источник:                     |       |       |       |      |      |      |      |      |      |      |       |       |      |